# Верч
Верч — весільний хліб, різновид калача, лежня, який готували на Поліссі. Хліб слугував для обміну між родинами під час весілля: наречений привозив його для тещі, а наречена — для свекрухи. Хліб мав овальну форму, рідко оздоблювався прикрасами.